# Shim Dal-gi
Shim Dal-gi (en hangul, 심달기; en hanja, 沈達琪; nacida en Dapdong el 12 de junio de 1999) es una actriz surcoreana.

## Carrera
Hija de un director y una actriz de teatro, subió al escenario con sus padres desde los siete años. Su primer acercamiento al cine fue a los 18 años, no como actriz sino como directora de una película independiente, que llevaba el título de El subconsciente y el reino de nadie; fue realizada por Shim y sus amigos, y se estrrenó en 2016. Mientras tanto, asistía a clases de interpretación en su escuela y comenzó a acumular pequeños papeles. No hizo estudios universitarios sino que se centró en la actuación.
Debutó como actriz en 2018, en televisión con la serie Feel Good to Die (KBS2) y en cine con el cortometraje Dong-a, por el que recibió el premio especial del jurado en el Mise-en-scène Short Film Festival, un festival de cine surcoreano para cortometrajes. Se corrió la noticia de la aparición de una gran actriz y Shim vio de repente cómo su colaboración era pretendida por los directores. Uno de sus primeros trabajos fue el de la hija del acusado en Juror 8 (2018), una actuación breve pero intensa. Después llegaron otros papeles secundarios en La frecuencia del amor, Persona y otras producciones de 2019. En mayo de ese año firmó un contrato de representación exclusiva con la agencia Saram Entertainment.
Sin embargo, no fue hasta 2020 cuando empezó a ser conocida no solo entre los profesionales sino también por el público, y ello debido a su participación en algunos episodios de las series Pasillos de hospital y Los archivos de la enfermera escolar.
Al año siguiente, su interpretación del papel de Ah-ram en el filme Snowball le valió una candidatura como mejor actriz de reparto en la 58.ª edición de los premios Baeksang Arts. Tuvo por primera vez la condición de protagonista en la serie web Shadow Beauty, que superó los dos millones de visitas en sus primeros seis episodios. A partir de ese mismo año la actriz comenzó a trabajar también como modelo publicitaria para la televisión, así como para revistas de moda, convirtiéndose en un rostro representativo de su generación.
En febrero de 2022 se emitió en Netflix con gran éxito de público Tribunal de menores, serie donde interpretó el papel de la delincuente juvenil Seo Yu-ri. Shim supo desenvolverse entre sus veteranos compañeros de reparto como Kim Hye-soo y Kim Mu-yeol, que celebraron su trabajo. En abril del mismo año apareció en el primer capítulo de la serie Nuestro horizonte azul, con el papel de Jeong Eun-hee cuando era adolescente y se enamora por primera vez, y, a tenor de los comentarios publicados, también entonces llamó la atención de la audiencia, así como los elogios de la crítica. El año se cerró para Shim en diciembre con el Premio a la Excelencia como actriz de cine en los 30.º Premios de Cultura y Entretenimiento de Corea, por sus papeles en Rolling y Life Is Beautiful.
En 2023 actuó en el largometraje Killing Romance, y tuvo dos pequeños papeles en las series Revenant y Moving.

## Filmografía

### Cine
| Año  | Título                       | Hangul                 | Papel                                                        | Notas                                                        | Ref.          |
| ---- | ---------------------------- | ---------------------- | ------------------------------------------------------------ | ------------------------------------------------------------ | ------------- |
| 2018 | Dong-a                       | 동아                   | Dong-a                                                       | Cortometraje                                                 | [ 5 ]         |
| 2019 | Juror 8                      | 배심원들               | Kang So-ra                                                   |                                                              | [ 6 ]         |
| 2019 | La frecuencia del amor       | 유열의 음악앨범        | Geum-yi, la hija de Eun-ja                                   |                                                              | [ 17 ]        |
| 2019 | Maggie                       | 메기                   | Paciente de hospital / manifestante contra la reurbanización | También personal secundario en el departamento de producción |               |
| 2020 | Samjin Company English Class | 삼진 그룹 영어 토익 반 | Chica de la huerta                                           |                                                              | [ 18 ]        |
| 2020 | Today, Together 2            | 오늘, 우리 2           | —                                                            | Departamento de producción                                   |               |
| 2021 | Dust-Man                     | 더스트맨               | Mo-ah                                                        |                                                              | [ 2 ]         |
| 2021 | Shaman Road                  | 샤먼 로드              | —                                                            | Documental - aparición especial                              | [ 19 ]        |
| 2021 | Snowball                     | 최선의 삶              | Ah-ram                                                       |                                                              | [ 20 ] [ 21 ] |
| 2022 | A Glimpse at Lee Hyo-ri      | 사람 냄새 이효리       | Hermana pequeña                                              | 10.º cortometraje de la serie Seoul Check-in (TVING)         | [ 22 ]        |
| 2022 | Alienoid                     | 외계+인 1부            | Novia reemplazada por Lee Ahn                                | Aparición especial                                           | [ 23 ] [ 24 ] |
| 2022 | Rolling                      | 말아                   | Ju-ri                                                        |                                                              | [ 4 ] [ 25 ]  |
| 2022 | Life Is Beautiful            | 인생은 아름다워        | Hyeon-jeong                                                  |                                                              | [ 26 ]        |
| 2023 | Romance asesino              | 킬링 로맨스            | Bo-ri y voz del avestruz                                     |                                                              | [ 27 ] [ 28 ] |
| 2024 | Following                    | 그녀가 죽었다          | Ji-hee, empleada de la inmobiliaria                          |                                                              | [ 29 ]        |

### Series de televisión
| Año     | Título                               | Papel                         | Canal    | Notas                          | Ref.          |
| ------- | ------------------------------------ | ----------------------------- | -------- | ------------------------------ | ------------- |
| 2018    | Feel Good to Die                     | Jeong-mi                      | KBS2     |                                |               |
| 2019    | Save Me 2                            | Gwang-mi                      | OCN      |                                | [ 30 ]        |
| 2019    | Persona                              | Hye-bok                       | Netflix  | Serie web - parte Sinned Kiss  | [ 6 ] [ 31 ]  |
| 2019-20 | Kingdom                              | Dama en la habitación de soju | Netflix  | Serie web                      |               |
| 2020    | Los archivos de la enfermera escolar | Heo Wan-soo                   | Netflix  | Serie web                      | [ 3 ] [ 32 ]  |
| 2020-21 | Pasillos de hospital                 | Madre de Chan-hyeong          | tvN      | Temporadas 1-2                 | [ 33 ]        |
| 2021    | Shadow Beauty                        | Goo Hae-jin                   | Kakao TV | Serie web - protagonista       | [ 34 ] [ 35 ] |
| 2022    | Nuestro horizonte azul               | Jeong Eun-hee de joven        | tvN      |                                | [ 13 ] [ 36 ] |
| 2022    | Tribunal de menores                  | Seo Yu-ri                     | Netflix  | Serie web                      | [ 37 ] [ 12 ] |
| 2023    | Revenant                             | Lee Hyan-gi                   | SBS      | Aparición especial, ep. n.º 11 | [ 38 ] [ 39 ] |
| 2023    | Moving                               | Shin Hye-won                  | Disney+  | Serie web                      | [ 38 ] [ 40 ] |

## Premios y nominaciones
| Año  | Premios                           | Categoría                              | Papel                       | Resultado | Ref.          |
| ---- | --------------------------------- | -------------------------------------- | --------------------------- | --------- | ------------- |
| 2018 | Festival Mise-en-scène Short Film | Premio especial del jurado (actriz)    | Dong-a                      | Ganadora  | [ 5 ]         |
| 2022 | Baeksang Arts                     | Mejor actriz de reparto (cine)         | Snowball                    | Nominada  | [ 41 ]        |
| 2022 | Chunsa Film Art                   | Mejor actriz de reparto                | Snowball                    | Nominada  | [ 42 ]        |
| 2022 | Korea Culture and Entertainment   | Premio a la excelencia, actriz de cine | Life Is Beautiful y Rolling | Ganadora  | [ 15 ] [ 43 ] |
| 2022 | Wildflower Film                   | Mejor actriz revelación                | Snowball                    | Nominada  | [ 44 ]        |
| 2023 | SBS Drama Awards                  | Premio Ladrón de escenas               | Revenant                    | Nominada  | [ 45 ]        |